# 439 v. Chr.
Portal Geschichte | Portal Biografien | Aktuelle Ereignisse | Jahreskalender | Tagesartikel

◄ |
6. Jahrhundert v. Chr. |
5. Jahrhundert v. Chr. |
4. Jahrhundert v. Chr. |
►

◄ | 450er v. Chr. | 440er v. Chr. | 430er v. Chr. | 420er v. Chr. |
410er v. Chr. |
►

◄◄ | ◄ | 442 v. Chr. | 441 v. Chr. | 440 v. Chr. | 439 v. Chr. |
438 v. Chr. |
437 v. Chr. |
436 v. Chr. |
► |
►►

## Ereignisse
- Lucius Quinctius Cincinnatus wird auf Bitte des römischen Senats zum zweiten Mal römischer Diktator.

## Gestorben
- Spurius Maelius, reicher römischer Plebejer